# ناثان بيرن
ناثان بيرن (بالإنجليزية: Nathan Byrne)‏ (5 يونيو 1992 في المملكة المتحدة - ) هو لاعب كرة قدم بريطاني في مركز الدفاع. لعب مع توتنهام هوتسبير وسويندون تاون ونادي برينتفورد ونادي بورنموث ونادي كرولي تاون ووولفرهامبتون واندررز وويغان أتلتيك وسانت ألبانز سيتي.

## وصلات خارجية
- ناثان بيرن على موقع الدوري الأمريكي (الإنجليزية)
- ناثان بيرن على موقع قاعدة بيانات كرة القدم.إي يو (الإنجليزية)
- ناثان بيرن على موقع Soccerbase.com (لاعب) (الإنجليزية)
- ناثان بيرن على موقع Soccerway.com (الإنجليزية)
- ناثان بيرن على موقع عالم كرة القدم.نت (الإنجليزية)